# Argaix
Argaix (en rus: Аргаш) és un poble de l'óblast d'Uliànovsk, a Rússia, que en el cens del 2010 tenia 569 habitants. Pertany al districte d'Inza.